# دوك ماكنزي
دوك ماكنزي (بالإنجليزية: Doc McKenzie)‏ هو كاتب أغاني أمريكي، ولد في 29 أبريل 1949 في أولانتا في الولايات المتحدة.